# Kokemäki (stacja kolejowa)
Kokemäki (fiń. Kokemäen rautatieasema) – stacja kolejowa w Kokemäki, w regionie Satakunta, w Finlandii. Znajduje się na linii Tampere – Pori i Kokemäki – Rauma.
Stacja została otwarta w 1895 roku, kiedy linia kolejowa między Tampere i Pori została otwarta.

## Linie kolejowe
- Tampere – Pori
- Kokemäki – Rauma